# Hintere Horlachen
Hintere Horlachen (amtlich: Horlachen (hintere)) ist ein Gemeindeteil der Stadt Münchberg im Landkreis Hof (Oberfranken, Bayern). Hintere Horlachen liegt in der Gemarkung Meierhof bei Münchberg.

## Geografie
Südöstlich der Einöde erhebt sich der Schlegelberg (593 m ü. NHN). Ein Wirtschaftsweg führt 400 Meter südöstlich zur Staatsstraße 2461 nördlich von Münchberg.

## Geschichte
In der ersten Hälfte des 13. Jahrhunderts gehörte der Ort den Herren von Schlegel.
Hintere Horlachen gehörte zur Realgemeinde Schlegel. Gegen Ende des 18. Jahrhunderts bestand Hintere Horlachen aus einem Anwesen. Die Hochgerichtsbarkeit stand dem bayreuthischen Stadtrichteramt Münchberg zu. Das Kastenamt Münchberg war Grundherr des Viertelhofes.
Von 1797 bis 1810 unterstand Hintere Horlachen dem Justiz- und Kammeramt Münchberg. Infolge des Ersten Gemeindeedikts wurde Hintere Horlachen dem 1812 gebildeten Steuerdistrikt Meierhof und der zugleich entstandenen die Ruralgemeinde Meierhof zugewiesen. Am 1. April 1958 wurde Hintere Horlachen nach Münchberg eingemeindet.

### Einwohnerentwicklung
| Jahr      | 1812  | 1819   | 1861   | 1871   | 1885   | 1900   | 1925   | 1950   | 1961   | 1970   | 1987  |
| Einwohner | *     | *      | †23    | †16    | 10     | 11     | 9      | 12     | 13     | 5      | 5     |
| Häuser    | *     |        |        |        | 2      | 2      | 2      | 1      | 1      |        | 1     |
| Quelle    | [ 7 ] | [ 11 ] | [ 12 ] | [ 13 ] | [ 14 ] | [ 15 ] | [ 16 ] | [ 17 ] | [ 18 ] | [ 19 ] | [ 1 ] |

## Religion
Hintere Horlachen ist bis heute nach St. Peter und Paul (Münchberg) gepfarrt und seit der Reformation evangelisch-lutherisch geprägt.